# Ogrodniki (Żarnówka)
Ogrodniki – część wsi Żarnówka na Białorusi,  w obwodzie grodzieńskim, w rejonie brzostowickim, w sielsowiecie Koniuchy.
W dwudziestoleciu międzywojennym wieś leżała w Polsce, w województwie białostockim, w powiecie grodzieńskim, w gminie Indura.
Według Powszechnego Spisu Ludności z 1921 roku wieś zamieszkiwało 130 osób, 126 było wyznania rzymskokatolickiego a 4 prawosławnego. Jednocześnie 126 mieszkańców zadeklarowało polską przynależność narodową a 4 białoruską. Było tu 28 budynków mieszkalnych.
Miejscowość należała do parafii rzymskokatolickiej i parafii prawosławnej w Indurze.
Podlegała pod Sąd Grodzki w Indurze i Okręgowy w Grodnie; właściwy urząd pocztowy mieścił się w Indurze.